# Харисвил (Западна Вирџинија)
Харисвил (енгл. Harrisville) град је у америчкој савезној држави Западна Вирџинија.

## Демографија
По попису из 2010. године број становника је 1.876, што је 34 (1,8%) становника више него 2000. године.
| Група             | 2000.         | 2010.         |
| Белци             | 1.808 (98,2%) | 1.839 (98,0%) |
| Афроамериканци    | 1 (0,1%)      | 5 (0,3%)      |
| Азијати           | 4 (0,2%)      | 6 (0,3%)      |
| Хиспаноамериканци | 14 (0,8%)     | 14 (0,7%)     |
| Укупно            | 1.842         | 1.876         |